# Bremen (Geisa)
Bremen is een dorp in de Duitse gemeente Geisa in het Wartburgkreis in Thüringen. Het dorp wordt voor het eerst genoemd in 1150. In 1994 ging de tot dan zelfstandige gemeente op in Geisa.